# ألن غلين
ألن غلين (بالإنجليزية: Alan Glynn)‏  (و. 1960  م) هو كاتب، وكاتب سيناريو، وصحفي، وكاتب خيال علمي أيرلندي، ولد في دبلن.

## التعليم
تعلم في كلية الثالوث في دبلن.

## وصلات خارجية
- ألن غلين على موقع IMDb (الإنجليزية)
- ألن غلين على موقع قاعدة بيانات الفيلم (الإنجليزية)

- ألن غلين في قاعدة بيانات الأفلام على الإنترنت